# Larry Parks
Larry Parks (* 13. Dezember 1914 in Olathe, Kansas; † 13. April 1975 in Studio City, Kalifornien; eigentlich: Samuel Klausman Lawrence Parks) war ein US-amerikanischer Film- und Theaterschauspieler.

## Leben
Larry Parks, der sowohl deutsche als auch irische Vorfahren hatte, wuchs in Joliet, Illinois, auf, und hatte eine von Krankheiten gezeichnete Kindheit; so litt er unter anderem an rheumatischem Fieber. Um den Wünschen seiner Eltern gerecht zu werden, schrieb er sich an der University of Illinois ein, und begann ein Medizinstudium. Allerdings erkannte er durch seine Teilnahme an Theatergruppen schon bald seine wahre Leidenschaft – die Schauspielerei. Er zog nach New York City, wo er als Platzanweiser in der Carnegie Hall und als Führer bei Radio City seinen Lebensunterhalt verdiente, und auf kleineren Bühnen auftrat, und so auf den Durchbruch hoffte. Auch fällt in diese Zeit – 1934 – sein Filmdebüt in einer Nebenrolle des Schwarzweißfilm-Klassikers You Belong to Me. 1937 gelang ihm auch bei Theater der erhoffte Erfolg, als er im Stück Golden Boy am Broadway zu sehen war. Nach weiteren Produktionen, darunter All the Living oder Pure in Heart, war es der Tod seines Vaters, Ende der 1930er Jahre, der ihn veranlasste, zurück zu seiner Familie nach Chicago zu ziehen. Für einige Zeit arbeitete Parks als Schaffner für die New York Central Railroad, bis er 1941 ein Filmangebot von Columbia Pictures aus Los Angeles erhielt, und er daher nach Kalifornien zog. Es war das Drama Mystery Ship, sein erst zweiter Film, der Parks auch in Hollywood bekannt machte. 
Neben seiner Arbeit beim Film stand er nach wie vor auch auf Theaterbühnen, so dass er zwischen Los Angeles und New York hin und her pendelte. 1944 lernte er bei einem seiner Auftritte die Musical-Aktrice Betty Garrett kennen, die er im selben Jahr heiratete. Beide ließen sich in Los Angeles nieder, nach dem Garrett einen Vertrag bei MGM unterzeichnet hatte.
Es waren die 1940er Jahre, die den Zenit von Parks’ Karriere bedeuteten. Nach vielen Hauptrollen in B-Filmen verkörperte er 1946 in der Filmbiografie Der Jazzsänger den US-amerikanischen Musiker Al Jolson. Der Film wurde ein großer Erfolg und Parks auf der Oscarverleihung 1947 für seine Darstellung für den Oscar in der Kategorie Bester Hauptdarsteller nominiert. Danach erhielt er auch Hauptrollen in A-Produktionen und spielte die Rolle des Al Jolson erneut in der Fortsetzung Jolson Sings Again von 1949.
1951 erhielt Parks eine Vorladung vor das Komitee für unamerikanische Umtriebe, im US-amerikanischen HUAC abgekürzt. Man warf ihm vor, einer Zelle der Kommunistischen Partei anzugehören. Obwohl er sich diesbezüglich nichts vorzuwerfen hatte, und Parks auch sämtliche Kontrollen über sich ergehen ließ, wurde er inoffiziell auf die Schwarze Liste gesetzt, was für ihn ein Berufsverbot bei allen Hollywood-Studios bedeutete. 1952 kam, nach einjähriger Verzögerung, sein letzter größerer Hollywood-Film in die US-amerikanischen Kinos: Die süße Falle mit Elizabeth Taylor. Der Film war bereits Anfang 1951 produziert worden.
Parks wie auch seine Frau Betty gründeten daraufhin ein Vaudeville-Theater, mit dem sie in New York, aber auch später in London versuchten, finanziell zu überleben. Ende der 1950er Jahre, als die Kontroverse um Parks etwas abgeflaut war, gelang es ihm dennoch, noch einmal am Broadway kleine Rollen zu übernehmen, so unter anderem in Bells Are Ringing, an der Seite von Judy Holliday. Auch stand er 1962 in der Filmbiografie Freud von Regisseur John Huston zum letzten Mal vor der Kamera.
Danach zog sich Larry Parks ins Privatleben zurück, das er seiner Frau Betty und ihren zwei gemeinsamen Söhnen, dem späteren Filmschauspieler Andrew Parks und dem künftigen Musikkomponisten Garrett Parks, widmete. Parks erlag 1975, im Alter von 60 Jahren, einem Herzinfarkt. Larry Parks war Pate des Filmschauspielers Jeff Bridges.

## Filmografie (Auswahl)
- 1941: Mystery Ship
- 1941: Du gehörst zu mir (You Belong to Me)
- 1942: Blondie Goes to College
- 1942: Ein Kuß zuviel (They All Kissed the Bride)
- 1942: Atlantic Convoy
- 1942: Du warst nie berückender (You Were Never Lovelier)
- 1943: The Deerslayer
- 1946: Gehaßt, gejagt, gefürchtet (Renegades)
- 1946: Der Jazzsänger (The Jolson Story)
- 1947: Eine Göttin auf Erden (Down to Earth)
- 1948: Blutfehde (The Swordsman)
- 1948: Die Geliebte des Marschalls (The Gallant Blade)
- 1949: Jolson Sings Again
- 1952: Die süße Falle (Love Is Better Than Ever)
- 1954: Auf der schwarzen Liste (Tiger by the Tail)
- 1961: Die Unbestechlichen (The Untouchables, Fernsehserie, Folge 2x21)
- 1962: Dr. Kildare (Fernsehserie, Folge 2x07)
- 1962: Freud (Freud – The Secret Passion)